# Halta Lena och vindögde Per (1933)
Halta Lena och vindögde Per är en svensk dramafilm från 1933 i regi av Erik A. Petschler.

## Om filmen
Filmen premiärvisades 5 januari 1933. Den spelades in vid Irefilms ateljé i Stockholm med exteriörer från Stockholms skärgård av Olof Ekman. Som förlaga har man Ernst Fastboms pjäs Halta Lena och vindögde Per som uruppfördes på Södra Teatern i Stockholm 1910. 
Pjäsen har filmats tre gånger, första gången 1923 som stumfilm och tredje gången 1947.

## Rollista i urval
- Georg Blomstedt – Algot Söderholm
- Jenny Tschernichin-Larsson – Hilda Söderholm, hans fru
- Irma Leoni – Lena Söderholm, deras dotter
- Ragna Broo-Juter – Magda, Lenas syster
- Emil Fjellström – Johan Söderholm
- Eric Laurent – Karl-Henrik Söderholm, hans son
- Carl-Ivar Ytterman – Per Österberg, dräng hos Algot
- Nils Åhsberg – Victor, dräng hos Johan
- Ingrid Blom – Olga på Ängskär
- Eric Gustafsson – Eric Vesterman
- Per Hugo Jacobsson – Gubben Österberg, Pers far
- Gerissa Cronhjelm – Selma, piga hos Österberg
- Ernst Fastbom – Larsson, fiskare
- Vera Lund – Maja, kokerska

## Musik i filmen
- Arholmavalsen (Sommarsolen glöder, staden känns så kvalmig), kompositör Albin Carlsson, text H. S-s
- Det är så ljuvligt, kompositör och text Ragnar Nordin
- Má vlast. Vltava (Mitt fosterland. Moldau), kompositör Bedrich Smetana
- Måne, en blyg liten fråga, kompositör Frank Gordon och Erik Baumann
- När sommarsolen ler, kompositör och text Ragnar Nordin
- Pers hambo, kompositör Frank Gordon
- På Skutö brygga, kompositör och text Ejnar Westling
- Santa Lucia (Sankta Lucia), kompositör och italiensktext Teodoro Cottrau, svensk text Natten går tunga fjä Arvid Rosén svensk text Sankta Lucia, ljusklara hägring Sigrid Elmblad
- Visan om tvenne krymplingars trogna kärlek, kompositör och text Ragnar Nordin